# Kaarmise
Koordinaten: 58° 20′ N, 22° 21′ O

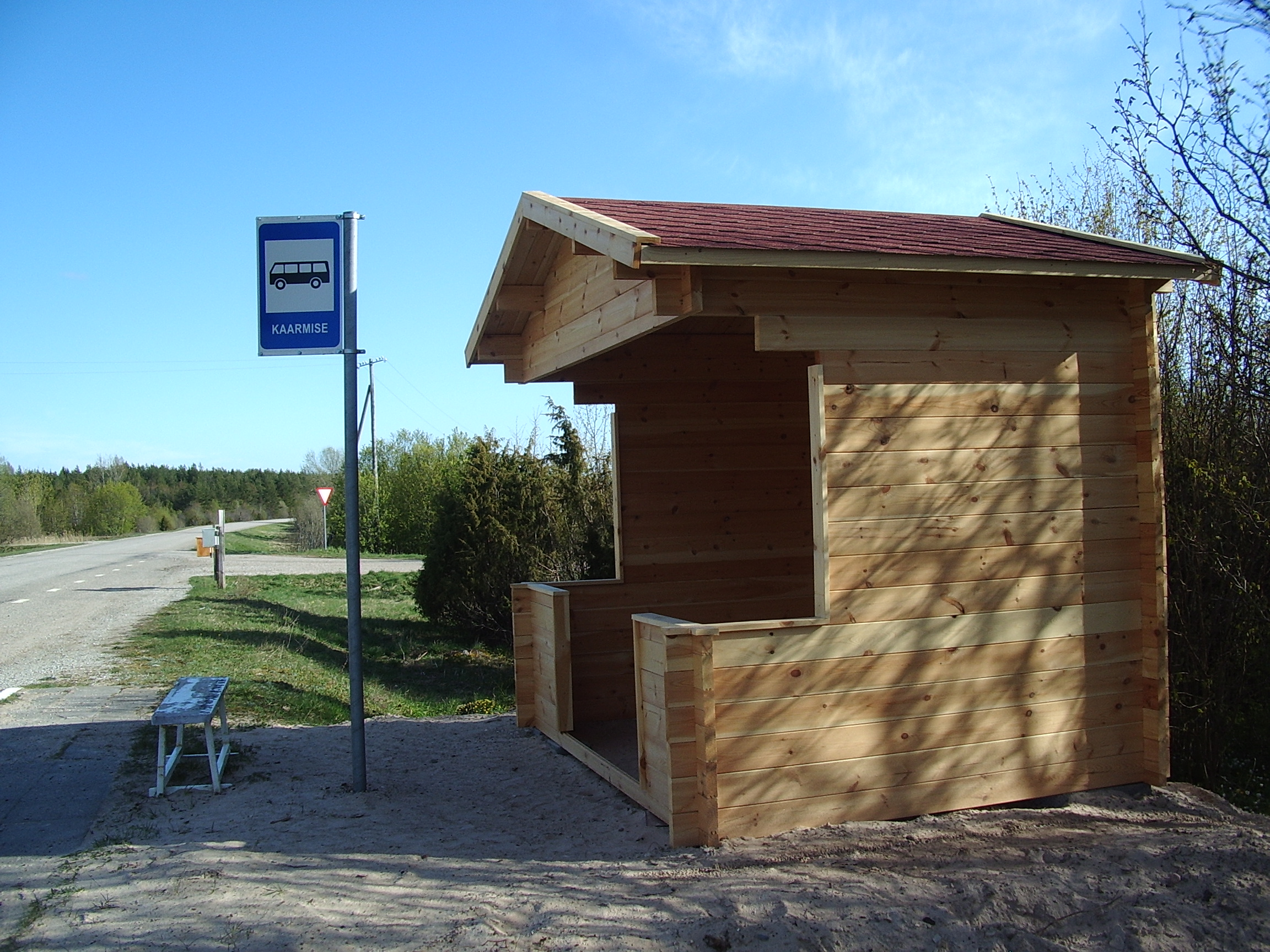
Bushaltestelle

Kaarmise (deutsch Karmis) ist ein Dorf (estnisch küla) auf der größten estnischen Insel Saaremaa. Es gehört zur Landgemeinde Saaremaa (bis 2017: Landgemeinde Lääne-Saare) im Kreis Saare.

## Einwohnerschaft, Lage und Geschichte
Das Dorf hat 16 Einwohner (Stand 31. Dezember 2021). Seine Fläche beträgt 11,18 km².
Der Ort liegt zwölf Kilometer nordwestlich der Inselhauptstadt Kuressaare. Er wurde erstmals 1592 urkundlich erwähnt.
Nördlich des Dorfkerns liegt der 11,5 Hektar große See Kaarmise järv. Mit einer maximalen Tiefe von nur 60 cm ist er sehr seicht.